# 613
Cette page concerne l'année 613  du calendrier julien. Pour l'année 613 av. J.-C., voir 613 av. J.-C. Pour le nombre 613, voir 613 (nombre).
L'année 613 est une année commune qui commence un lundi.

## Événements
- 23 janvier : couronnement de Constantin, fils d'Héraclius, empereur byzantin associé[1].
- Printemps : échec de la campagne d'Héraclius en Syrie pour sauver Antioche ; l'empire byzantin est coupé en deux après la prise de Damas par le général perse Charbaraz[1],[2].
- « Premier Mal » : le roi des Wisigoths Sisebut force les Juifs à se convertir sous peine de bannissement et de confiscation de leurs biens[3], ce qui lui attire le blâme d’Isidore de Séville. 90 000 Juifs auraient embrassé la religion chrétienne. De nombreux autres se réfugient en Gaule.
- Printemps-été : après la mort de Thierry II de dysenterie à Metz, Brunehilde tente de faire proclamer roi son arrière-petit-fils Sigebert, mais les grands de Bourgogne se révoltent contre elle et ceux d’Austrasie appellent Clotaire II, fils de Frédégonde. Les troupes de Sigebert prennent la fuite à Châlons-sur-Marne après la défection du maire du palais Warnachaire. Clotaire avance jusqu’à la Saône et met la main sur les quatre fils de Thierry. Sigebert et Corbus sont tués ; Mérovée est épargné parce que Clotaire était son parrain, et envoyé secrètement en Neustrie. Seul Childebert peut s'échapper sans que l'on sache ce qu'il devient[4]. Warnachaire, qui a aidé Clotaire II, est confirmé dans sa charge de maire du palais en Bourgogne jusqu'à sa mort (626)[5].
- Automne : supplice de la reine Brunehilde par Clotaire II. Clotaire II envahit l’Austrasie et fait torturer et assassiner Brunehilde, qui est attachée à la queue d’un cheval. Clotaire réalise l’unité des royaumes francs : c'est la fin de la guerre civile mérovingienne[4].

- Débuts de la prédication publique et des ennuis de Mahomet à La Mecque[6].

## Naissances en 613
- Shandao, moine bouddhiste chinois du courant de la Terre pure

## Décès en 613
- Thierry II, souverain mérovingien, ayant régné comme roi de Bourgogne de 595 à 612, puis roi d'Austrasie de 612 à 613.
- Sigebert II, souverain mérovingien, ayant régné comme roi d'Austrasie en 613, à la mort de son père Thierry II.
- Chramn, fils de Thierry II et frère de Sigebert II.
- Brunehilde, reine d'Austrasie.
- Priscus, général byzantin.